# Moksani járás
A Moksani járás (oroszul Мокшанский район) Oroszország egyik járása a Penzai területen. Székhelye Moksan.

## Népesség
- 1989-ben 33 008 lakosa volt.
- 2002-ben 30 939 lakosa volt, melynek 92%-a orosz, 4,7%-a mordvin.
- 2010-ben 28 024 lakosa volt.